# Чиралити
«Чиралити. Дорога к земле обетованной» (яп. キラリティー кирарити:, англ. Chirality, букв. «Хиральность») — постапокалиптческая трёхтомная юри-манга японского автора Сатоси Урусихары, публиковавшаяся в журнале Comic NORA (Gakken) с 1995 по 1997 год и позднее переизданная в двух танкобонах в 2003 году. В 1997 году была лицензирована США компанией Central Park Media, которая опубликовала 18 выпусков манги в марте 1997—августе 1998.
В России манга лицензирована компанией «Фабрика комиксов». Первый том вышел 4 сентября 2011 года. С выходом второго и третьего томов у издательства возникли проблемы: издательская группа АСТ, в которую входит «Фабрика комиксов», отказалась от их выпуска в связи с наличием в томах откровенных юрийных сцен. Компания приняла решение издать оставшиеся главы в одном томе. Объединённый том вышел 12 июля 2012 года.

## Сюжет
В недалеком будущем Землю захватили механические паразиты GM, ошибочно созданные программой Гайя в погоне за передовыми технологиями. Прикрепляясь к спинному мозгу человека, паразиты GM превращают его в киборга. Отчаявшись избавиться от захватчиков, выжившие пытаются объединиться и научиться защищаться от враждебных киборгов.
Кэрол Гардиан — искусственный человек созданный матерью Гайи, решает во что бы то ни стало перезапустить Гайю в её прежнее состояние и тем самым уничтожить GM. Вместе с группой выживших людей, Кэрол направляется к месту где была создана Гайя, чтобы полностью перезапустить её и тем самым вернуть человечеству к его нормальному руслу жизни. Среди членов группы Кэрол встречается с молодой девушкой по имени Сиори, после чего у девушек сразу же начинаются любовные отношения.

## Персонажи
- Кэрол Гардиан (яп. , Carol Gardian) Chirality Artificial Recombine Of Life (C.A.R.O.L.)

Главная героиня истории. Андроид с человеческой душой, созданный матерью Гайи. Возраст 18 лет. Будучи ребёнком, Кэрол была наделена особенными силами, данные ей от матери Гайи, которая поставила перед ней цель вернуть Гайю к её прежнему состоянию и уничтожить всех GM. В возрасте пяти лет Кэрол была подвергнута нападению со стороны людей, принявших её и Адама за порождение GM, что оставило у девушки глубокую душевную травму. Однако на тот момент она впервые встретилась с Сиори, которая стала первой кто увидел в ней человека и её чистую душу. Кэрол пообещала, на то время, что вскоре придёт к ней и будет её защищать, заблокировав часть её памяти. Спустя несколько лет Кэрол пробуждается из капсулы после чего сразу же находит Сиори, которую она спасает от нападения одного из GM. Кэрол может применять как мужскую, так и женскую оболочку, благодаря чему она может с лёгкостью уничтожить любую материю с одного удара, находясь в мужской оболочке, и мгновенно регенерировать свои повреждённые органы, а также восстанавливать утраченные органы других, находясь в женской. Также в базе данных Кэрол находятся ДНК всех видов животных и людей, благодаря чему она может применять их облик. Посредством поцелуя Кэрол может определить ДНК, группу крови, физическое состояние оппонента, а также проверить его на заражение GM (что она всегда делает с Сиори). Помимо возрождения человечества и уничтожении GM, Кэрол больше всего на свете хочет защитить Сиори, которую она очень любит и дорожит всем сердцем.
- Сиори Фройляйн Майдзэн (яп. , Shiori Froilain Maidzen)

Главная героиня истории. Возраст 17 лет. Американка с японскими корнями. Родилась в Чикаго, штат Иллинойс. В детстве Сиори была хрупкой и нуждающейся в помощи других, однако после встречи с Кэрол начала набираться уверенности и накаливать свой боевой дух. В возрасте четырёх лет потеряла мать, которую убили GM, после чего её и Сидзуму взял, под свою опеку, их дядя Гэйл. Именно она была первым человеком кто принял Кэрол как человека. Спустя несколько лет Сиори вновь встречается с Кэрол, после чего у них начинаются любовные отношения. По словам Сидзуму, Сиори стала сильной и уверенней только благодаря Кэрол. Во время первой встречи с Кэрол и их первого поцелуя, Сиори получила часть её сил, которые способны войти в сеть Гайи и тем самым перезапустить программу, вернув человечество к его прежнему руслу жизни. Сиори очень любит Кэрол и хочет быть всегда рядом с ней, из-за чего она приняла твёрдое решение помочь ей остановить Гайю, даже ценой собственной жизни.
- Патрисия "Пати" Грейс Фримен (яп. , Pattrycia "Patty" Greish Frimen)

Медик в группе Кэрол. Возраст 17 лет.
- Сидзума Адольф Майдзэн (яп. , Shizuma Adolf Maidzen)

Старший брат Сиори. Возраст 20 лет.
- VS-01PDDA(ВИК) (яп. , VS-01PDDA(VIC))

Киборг и компаньён Кэрол.
- Адам Генокибер (яп. , Adam Genocyber)

Главный антагонист истории. Возраст 18 лет.

## Манга
Для тома, выпущенного издательством «Фабрика комиксов» дано его официальное русскоязычное название.
| № | Заглавие                                                | На японском языке                    | На русском языке                         |
| --- | ------------------------------------------------------- | ------------------------------------ | ---------------------------------------- |
| 1 | Чиралити. Дорога к земле обетованной (яп. キラリティー) | 3 марта 2003 года ISBN 4-05-600937-6 | 12 июля 2012 года ISBN 978-5-7525-2745-6 |
| Персонаж на обложке: Кэрол Гардиан Главы: - - Часть 1 - 1. CASE 1. Новая встреча (яп. CASE 1。新しい予定) - 2. CASE 2. Обещание (яп. CASE 2。約束) - 3. CASE 3. Решение (яп. CASE 3。解決策) - 4. CASE 4. Воспоминания (яп. CASE 4。回想) - 5. CASE 5. Полёт (яп. CASE 5。フライト) - 6. CASE 6. Миссия (яп. CASE 6。ミッション) - Часть 2 - 7. CASE 7. Заклятый враг (яп. CASE 7。大敵) - 8. CASE 8. Нечеловеческая жестокость (яп. CASE 8。非人間的な残酷さ) - 9. CASE 9. Жертва (яп. CASE 9。犠牲者) - 10. CASE 10. Безумие (яп. CASE 10。狂気) - 11. CASE 11. Любовь (яп. CASE 11。好き) - 12. CASE 12. Страсть (яп. CASE 12。情熱) - 13. SD CASE 1 (яп. ) - 14. SD CASE 2 (яп. ) - 15. Приложение досье героев (яп. ) - Часть 3 - 16. CASE 13. Выбор. Часть 1 (яп. CASE 13。選択。パート1) - 17. CASE 14. Выбор. Часть 2 (яп. CASE 14。選択。パート2) - 18. CASE 15. То, чего просит душа (яп. CASE 15。どのような魂を要求) - 19. CASE 16. Любовь и ненависть (яп. CASE 16。愛と憎しみ) - 20. CASE 17. Вторжение (яп. CASE 17。侵略) - 21. CASE 18. Вперёд! (яп. CASE 18。フォワード！) - 22. CASE 19. Дорога смерти (яп. CASE 19。死のロード) - 23. CASE 20. Последняя битва (яп. CASE 20。最後の戦い) - 24. CASE 21. Вечность (яп. CASE 21。永遠) |                                                         |                                      |                                          |